# Havelock (Nuevo Brunswick)
Havelock es una parroquia canadiense situada en la provincia de Nuevo Brunswick.

## Superficie
Havelock tiene una superficie de 349,22 km².

## Demografía
En 2021, tenía 1042 habitantes, una densidad poblacional de 3 hab./km², y 522 viviendas.